# Socialistas Italianos
Socialistas Italianos (Socialisti Italiani) (SI) fue un pequeño partido político italiano socialdemócrata activo de 1994 a 1998.
El partido fue fundado el 13 de noviembre de 1994, inmediatamente después de la disolución del Partido Socialista Italiano, que había estado plagado de escándalos de corrupción expuestos por el proceso Manos Limpias . El partido estaba dirigido por Enrico Boselli.
En las elecciones regionales de 1995, SI se presentó junto a Alianza Democrática y Pacto Segni dentro del Pacto de los Demócratas. Los resultados sin embargo fueron decepcionantes. Para las elecciones generales de 1996, SI se unieron a la lista de Renovación Italiana dirigida por Lamberto Dini, dentro de la coalición El Olivo, obteniendo un total de 7 diputados y 5 senadores.
El 10 de mayo de 1998, el partido se fusionó con el Partido Socialista Democrático Italiano, una parte de la Federación Laborista, una parte del Partido Socialista y la Liga Socialista para formar Socialistas Demócratas Italianos (SDI).